# 賓氏奇鮟鱇
賓氏奇鮟鱇為輻鰭魚綱鮟鱇目棘茄魚亞目奇鮟鱇科的其中一種，為深海魚類，分布於中西大西洋海域，棲息深度1100-3200公尺，雌魚體長可達29.4公分，生活習性不明，不具任何經濟價值。